# Mülheim (Warstein)
Mülheim – dzielnica miasta Warstein w powiecie Soest, w kraju związkowym Nadrenia Północna-Westfalia, w rejencji Arnsberg.

## Demografia
Według spisu ludności z marca 2025 roku, w Mülheim mieszkało 822 mieszkańców, co stanowi 3,21% wszystkich mieszkańców Warsteinu.

## Geografia
Mülheim położone jest w północnej części Warsteinu. Dzielnica ta graniczy z trzema innymi dzielnicami miasta: Waldhausen, Sichtigvor i Belecke oraz z dzielnicą miasta Anröchte, Uelde. Mülheim jest drugą najmniejszą dzielnicą miasta.

## Historia
Po raz pierwszy Mülheim zostało wspomniane w dokumentach w XI wieku, jednak jego terytoria były zamieszkiwane już o wiele lat wcześniej.

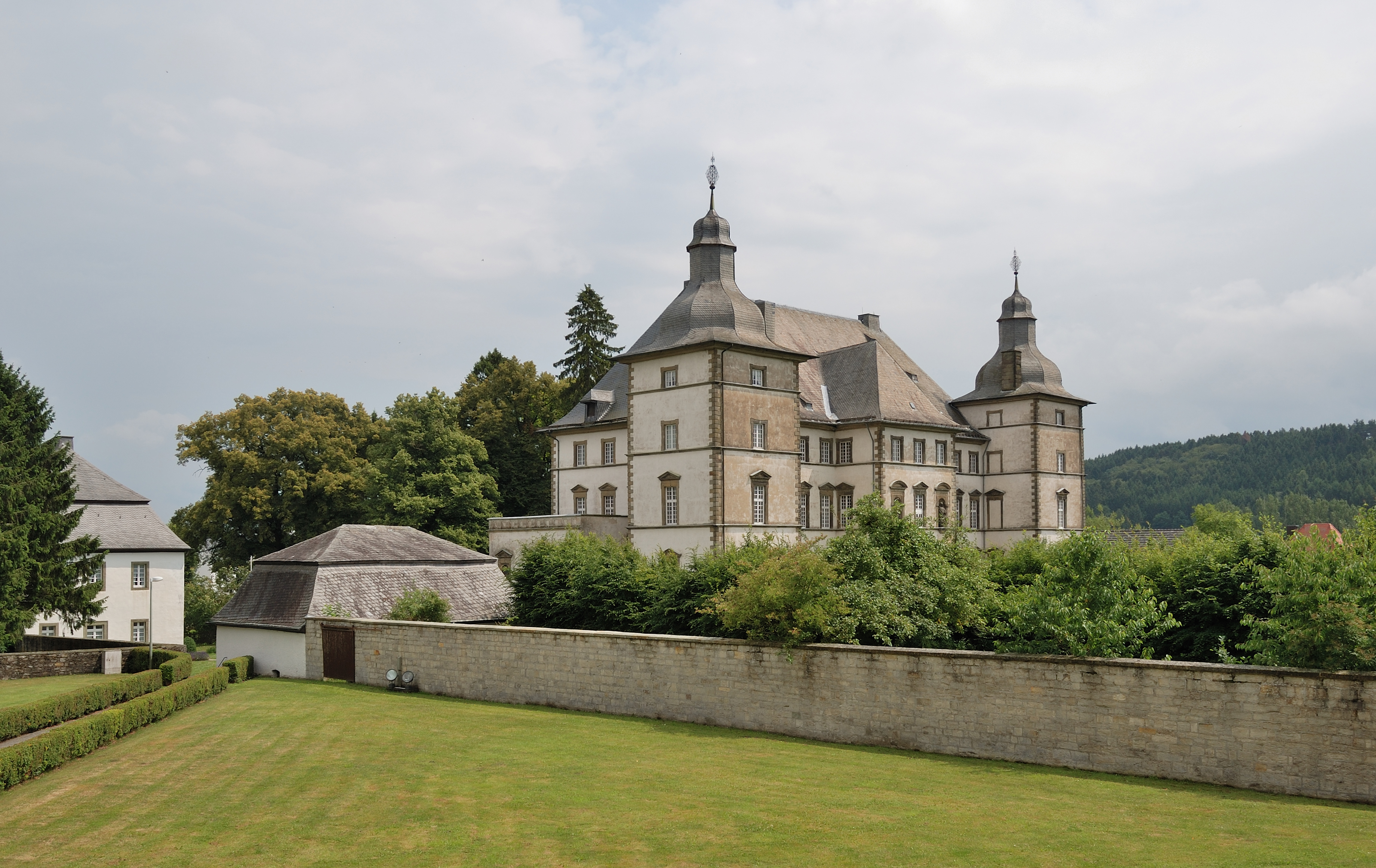
Zamek Mülheim

Arcybiskup Kolonii Anno II rozpoczął w 1072 roku budowę klasztoru Grafschaft, którego budowa miała na celu stworzenie najważniejszego duchowego i ekonomicznego centrum regionu Sauerland. Budowa zamku została ukończona w 1266 roku. Do 1268 roku swoją siedzibę miał tutaj Zakon krzyżacki.
Obecnie zamek jest własnością prywatną, a jego właścicielem jest Detlef Gründer. Kościół parafialny i pomnik Mariengrotto są otwarte dla zwiedzających. Zamek stoi aktualnie na terenie dzielnicy Sichtigvor.

### Wojna trzydziestoletnia
W 1618 roku, kiedy Hiszpanie opanowali Soest i Lippstadt, miejscowość Rüthen było miejscem zbiórki wojsk. Ze względu na bliskość Rüthen okoliczne wioski były stale narażone na grasujących najemników. Na przykład w Mülheim strzelcy byli w gotowości, aby chronić się przed piechotą i kawalerią.
W 1622 roku regiony te opanował Chrystian Brunszwicki i żądał od miast i wsi pieniędzy. Gdy panowanie przejęli Niderlandzcy mieszkańcy Mülheim musieli dodatkowo płacić podatki kwaterunkowe i wojenne. W 1640 roku feldmarszałek Piccolomini wydał list ochronny dla Mülheim, Allagen i Westendorf. Jednak list ten miał niewielki wpływ. Rok 1641 był dla mieszkańców najgorszym w trakcie wojny. Miasto zostało doprowadzone do ruiny, ratusz miasta spłonął, a zbiory uległy zniszczeniu. 